# Johann Friedrich Ahlfeld (Mediziner)

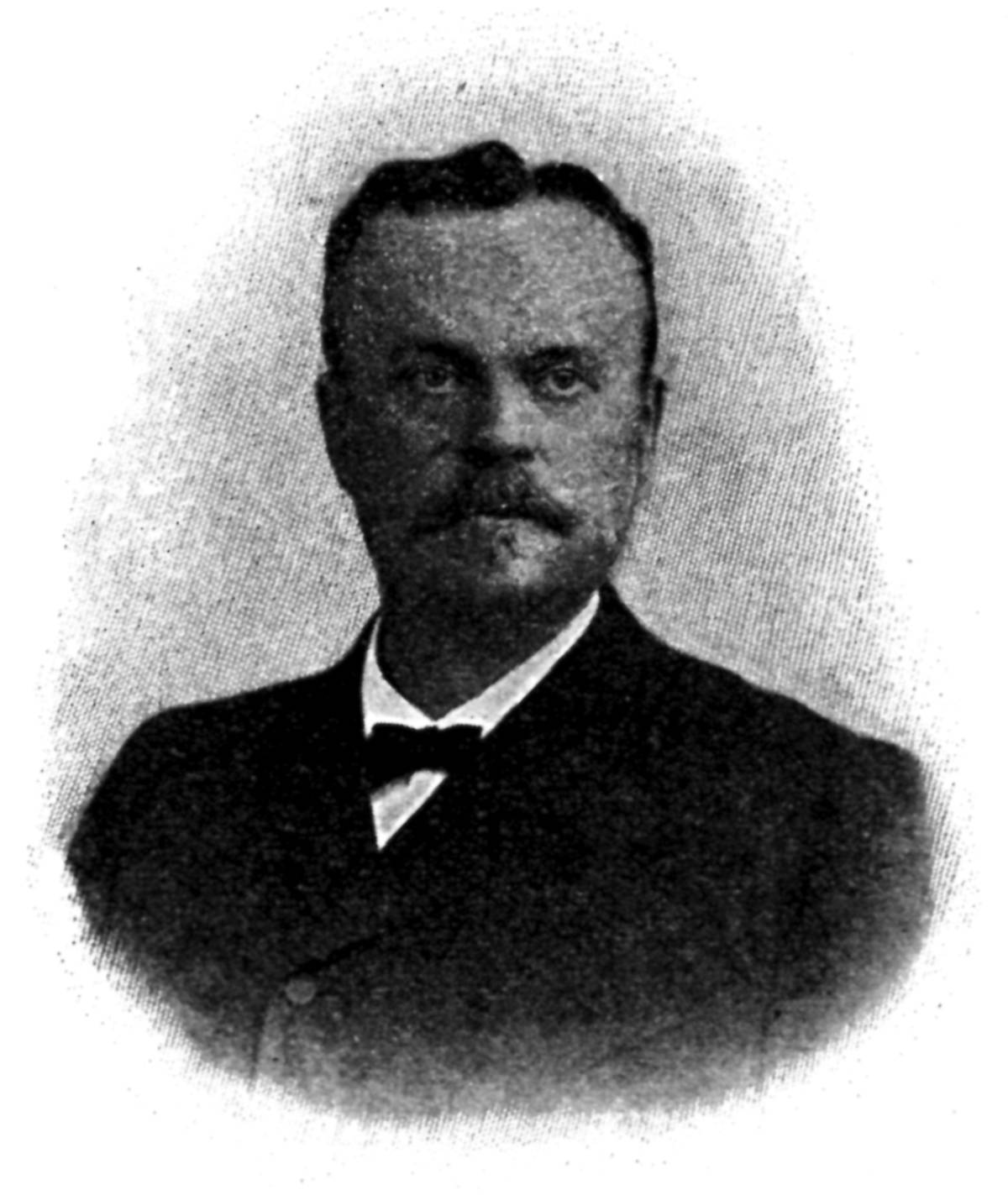
Johann Friedrich Ahlfeld

Johann Friedrich Ahlfeld, in Publikationen auch Friedrich Ahlfeld (* 16. Oktober 1843 in Alsleben (Saale); † 24. Mai 1929 in Marburg), war ein deutscher Gynäkologe. Bekannt wurde er für das sogenannte Ahlfeld-Zeichen Typ I und Typ 2 sowie die Ahlfeld-Methode im Rahmen der Geburtshilfe.

## Leben
Johann Friedrich Ahlfeld wurde geboren als Sohn des gleichnamigen Theologen. Er studierte von 1863 bis 1867 Medizin in Greifswald und Leipzig, wo er dann auch als Assistent von Carl Siegmund Franz Credé, dem Entwickler des Credé’schen Handgriffs, arbeitete. Am 22. Februar 1868 wurde er in Leipzig promoviert. Seine weitere Ausbildung absolvierte er in Wien und Tübingen. Am 2. Februar 1877 wurde er außerordentlicher Professor für Geburtshilfe an der Universität Leipzig. Am 2. Februar 1881 nahm er eine Stelle als ordentlicher Professor für Gynäkologie und als Direktor der Lehrinstitution für Geburtshilfe an der Universität Gießen und später im Jahre 1883 als Professor und gleichzeitig Direktor der kaiserlichen Lehrinstitution an der Marburger Universitätsklinik für Geburtshilfe an. 1894 wurde er medizinischer Hofrat. 1909 wurde er von seinen Pflichten entbunden und in den Ruhestand versetzt.

## Schriften (Auswahl)
- Ueber Zerreissung der Schamfuge während der Geburt. J. J. Weber, Leipzig 1868, 43 S. (Dissertation, Universität Leipzig, 1868).
- Die Entstehung der Stirn- und Gesichtslagen. Grunow, Leipzig 1874.
- Über Ernährung des Säuglings an der Mutterbrust. Fortlaufende Wägungen während der Säugungsperiode. Grunow, Leipzig 1878.
- Die Missbildungen des Menschen. 2 Textbände und Atlas. Grunow, Leipzig 1880–1882.
- Abwartende Methode oder Credéscher Handgriff. Grunow, Leipzig 1888, 36 S.
- Lehrbuch der Geburtshilfe. Grunow, Leipzig 1894; 3. Auflage 1903.
- Nasciturus. Eine gemeinverständliche Darstellung des Lebens vor der Geburt und der Rechtsstellung des werdenden Menschen für Juristen, Mediziner und gebildete Laien. Grunow, Leipzig 1906.